# Jamie Mackie
James Charles „Jamie” Mackie (ur. 22 września 1985 w Dorking) – szkocki piłkarz występujący na pozycji napastnika w Queens Park Rangers.

## Kariera klubowa
Mackie zawodową karierę rozpoczynał w 2003 roku w Wimbledonie z Division One. W tych rozgrywkach zadebiutował 26 grudnia 2003 roku w wygranym 3:0 pojedynku z Reading. W 2004 roku spadł z zespołem do League One. Wówczas Wimbledon został przeniesiony do miasta Milton Keynes i zmienił nazwę na Milton Keynes Dons. W tym zespole Mackie spędził rok.
W 2005 roku odszedł do Exeter City z Conference National. W sezonie 2005/2006 przez kilka miesięcy przebywał na wypożyczeniu w Sutton United, a potem wrócił do Exeteru. Jego graczem był w sumie przez 2,5 roku.
Na początku 2008 roku Mackie podpisał kontrakt z Plymouth Argyle z Championship. Pierwszy ligowy mecz zaliczył tam 12 lutego 2008 roku przeciwko Barnsley (3:0). W tamtym spotkaniu strzelił także 2 gole. Przez 2,5 roku w barwach Plymouth rozegrał łącznie 98 spotkań i zdobył 16 bramek.
W 2010 roku Mackie został graczem zespołu Queens Park Rangers, również występującego w Championship. Zadebiutował tam 7 sierpnia 2010 roku w wygranym 4:0 pojedynku z Barnsley, w którym zdobył także bramkę.

## Kariera reprezentacyjna
Mackie urodził się w Anglii, ale ponieważ jego dziadek pochodził ze Szkocji, Jamie został uprawniony do gry w reprezentacji Szkocji. Zadebiutował w niej 8 października 2010 roku w przegranym 0:1 meczu eliminacji Mistrzostw Europy 2012 z Czechami. 16 listopada 2010 roku w wygranym 3:0 towarzyskim spotkaniu z Wyspami Owczymi strzelił pierwszego gola w kadrze narodowej.